# 田代池

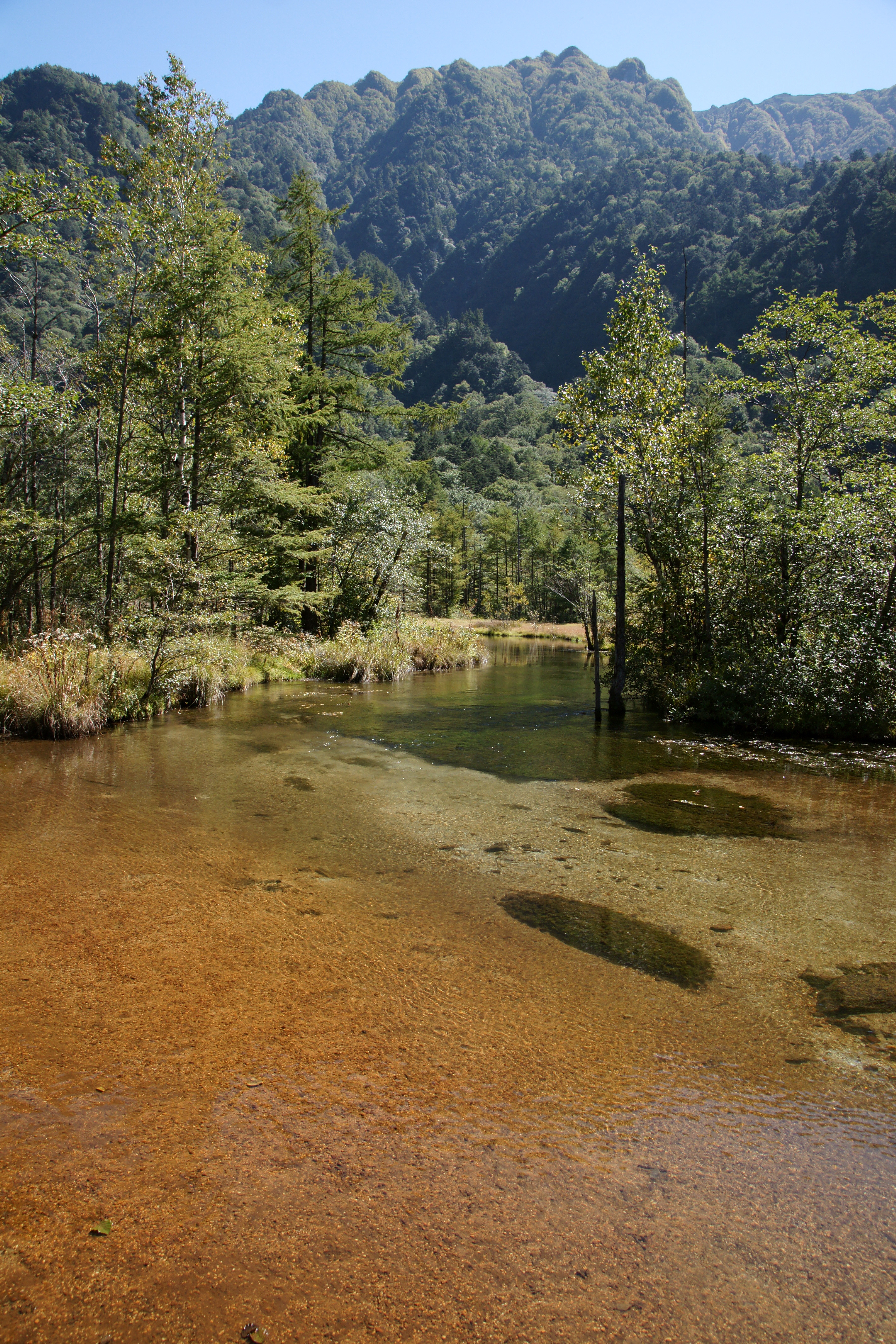
田代池
バックに映るのは六百山

田代池（たしろいけ）は長野県松本市の上高地内にある景勝地。
田代池は隣接する大正池とともに、大正時代に焼岳 (2,455 m) の噴火により流れ出た泥流が梓川左岸の支流である千丈沢をせき止めたことでできた浅い池であり、周囲は霞沢岳の湧水により湿原になっている。猿などの動物が多く見られる。水面に北アルプスの山並みが映るほど、水の透明度が高く、イワナなどの川魚が生息している。

## 交通・アクセス
南側には長野県道24号上高地公園線があり、上高地バスターミナルの手前に帝国ホテル前と大正池のバス停がある。